# Cylichnina laevisculpta
Cylichnina laevisculpta is een slakkensoort uit de familie van de Retusidae. De wetenschappelijke naam van de soort is voor het eerst geldig gepubliceerd in 1877 door Granata-Grillo.